# Daniel Blumberg
Daniel Blumberg (Londra, 1990) è un polistrumentista e cantante inglese.

## Biografia
Nato in una famiglia ebrea praticante di Muswell Hill, si è laureato all'University College School di Hampstead. È stato frontman e cantante del gruppo musicale Cajun Dance Party dal 2005 al 2008, che aveva fondato all'età di 15 anni assieme a dei compagni di scuola, siglando un contratto con la XL Recordings ancora studente, e da cui è fuoriuscito poco dopo l'uscita del loro album d'esordio. Ha quindi formato col bassista dei CDP Max Bloom il gruppo indie rock Yuck l'anno seguente, di cui è stato frontman e chitarrista fino al 2013.
Lo stesso anno, ha pubblicato sotto lo pseudonimo di Hebronix il suo primo album da solista, Unreal, prodotto da Neil Hagerty (Howling Hex), con cui ha anche pubblicato un singolo tramite il loro progetto collaborativo "Heb-Hex". Nel 2014 ha registrato il secondo disco di Hebronix, Liv, rimasto inedito per cinque anni. Ha cominciato a incidere musica col suo nome a partire dall'album Minus (2018).
Ha suonato coi Low, Lambchop e David Berman dei Silver Jews.
Ha composto le colonne sonore per i film Il mondo che verrà (2020), vincendo il premio Ivor Novello, e The Brutalist (2024) per la quale ha vinto l'Oscar alla miglior colonna sonora originale.

### Vita privata
È il compagno dell'attrice francese Stacy Martin.

## Discografia

### Album

#### Con i Cajun Dance Party
- 2008 – The Colourful Life

#### Con gli Yuck
- 2011 – Yuck

#### Solista
- 2013 – Unreal (come Hebronix)
- 2018 – Minus
- 2019 – Liv (come Hebronix)
- 2020 – On&On
- 2023 – GUT

### Colonne sonore
- 2019 – GUO4 di Peter Strickland (non pubblicata)
- 2020 – Il mondo che verrà
- 2024 – The Brutalist
- 2025 – Sotto le nuvole

## Riconoscimenti
- Premio Oscar
  - 2025 - Migliore colonna sonora per The Brutalist
- Golden Globe
  - 2025 – Candidatura alla migliore colonna sonora per The Brutalist
- Premi BAFTA
  - 2025 - Migliore colonna sonora per The Brutalist